# Atethmia rufescens
Atethmia rufescens är en fjärilsart som beskrevs av Turner 1942. Atethmia rufescens ingår i släktet Atethmia och familjen nattflyn. Inga underarter finns listade i Catalogue of Life.